# 쓰키다촌 (오카야마현)
쓰키다촌(月田村)은 오카야마현 마니와군에 있던 촌이다. 현재의 마니와시 쓰키다（〒717-0024）에 해당한다.
1907년에 한 번 가쓰야마정 등과 합병하여 새롭게 가쓰야마정이 되었으나, 후에 분리하여 1955년에 다시 가쓰야마 정 등과 합병하여 새롭게 가쓰야마정이 되었다.

## 역사
- 1889년 6월 1일 - 정촌제 시행에 따라 마시마군 쓰키다촌(제1대)이 설치됨.
- 1900년 4월 1일 - 마시마군이 오바군과 합병하여 마니와군이 됨. 쓰키다촌은 마니와군 소속이 됨.
- 1907년 5월 1일 - 마니와군 가쓰야마정, 잇큐촌, 가와니시촌과 합병하여 새로이 가쓰야마정이 됨.
- 1949년 4월 1일 - 가쓰야마정에서 분리되어 쓰키다촌(제2대)이  다시 설치됨.
- 1955년 4월 1일 - 쓰키다촌(제2대)이 마니와군 가쓰야마정, 도미하라촌과 합병하여, 가쓰야마정이 됨.

## 교통

### 철도
- 일본국유철도
  - 기신선

## 참고문헌
- 和泉橋警察署 『新旧対照市町村一覧』第2冊（東京：加藤孫次郎、1889（明22））
- 地名編纂委員会 『角川日本地名大辞典33 岡山県』（角川学芸出版、1989、ISBN 4040013301）